# Laniarius
Laniarius – rodzaj ptaków z rodziny dzierzbików (Malaconotidae).

## Występowanie
Rodzaj obejmuje gatunki występujące w Afryce.

## Morfologia
Długość ciała 17–25 cm; masa ciała 23–69 g.

## Systematyka
Rodzaj zdefiniował w 1816 roku francuski ornitolog Louis Jean Pierre Vieillot w publikacji swojego autorstwa Analyse d’une nouvelle ornithologie élémentaire. Jako gatunek typowy Vieillot wyznaczył dzierzyka szkarłatnego (L. barbarus).  

### Etymologia
- Laniarius (Laniarus, Lanairius) i Lanarius: rodzaj Lanius Linnaeus, 1758 (dzierzba); autorzy opisu (Vieillot i Dumont) bazowali na nazwie „Gonolek” de Buffona[13].
- Pelicinius: gr. πηληξ pēlēx, πηληκος pēlēkos „hełm, czub”[14]. Typ nomenklatoryczny: Lanius barbarus Linnaeus, 1766.
- Thamnocataphus: gr. θαμνος thamnoa „krzak, krzew”; καταφερω katapherō „być unoszonym”[15]. Typ nomenklatoryczny: Thamnocataphus picatus Blyth, 1849 (= Malaconotus rufiventris Swainson, 1837 (= Lanius ferrugineus J.F. Gmelin, 1788)).
- Rhynchastatus: gr. ῥυγχος rhunkhos „dziób”; αστατος astatos „niepewny, nietrwały”, od ἱστημι histēmi „stać”[16]. Typ nomenklatoryczny: Telephonus leucorhynchus Hartlaub, 1848.
- Tschagra: wariant pisowni nazwy rodzajowej Tchagra Lesson, 1831[17]. Typ nomenklatoryczny: Lanius boulboul Shaw, 1809 (= „Boubou” z Levaillanta, 1800, ryc. 68 (= Lanius ferrugineus J.F. Gmelin, 1788)).
- Diplophoneus (Diplophonus): gr. διπλος diplos „sobowtór, dubler”, od δυο duo „dwa”; φονευς phoneus „morderca” (tj. dzierzba), od φονευω phoneuō „mordować”[18]. Typ nomenklatoryczny: Lanius ferrugineus J.F. Gmelin, 1788.

### Podział systematyczny
Do rodzaju należą następujące gatunki:
- Laniarius leucorhynchus (Hartlaub, 1848) – dzierzyk żałobny
- Laniarius atrococcineus (Burchell, 1822) – dzierzyk purpurowy
- Laniarius poensis (Alexander, 1903) – dzierzyk jednobarwny
- Laniarius holomelas (F.J. Jackson, 1906) – dzierzyk okopcony
- Laniarius fuelleborni (Reichenow, 1900) – dzierzyk czarny
- Laniarius funebris (Hartlaub, 1863) – dzierzyk stalowy
- Laniarius atroflavus Shelley, 1887 – dzierzyk żółtobrzuchy
- Laniarius mufumbiri Ogilvie-Grant, 1911 – dzierzyk papirusowy
- Laniarius barbarus (Linnaeus, 1766) – dzierzyk szkarłatny
- Laniarius erythrogaster (Cretzschmar, 1829) – dzierzyk czarnogłowy
- Laniarius ruficeps (Shelley, 1885) – dzierzyk pstrogłowy
- Laniarius nigerrimus (Reichenow, 1879) – dzierzyk somalijski
- Laniarius luehderi Reichenow, 1874 – dzierzyk maskowy
- Laniarius bicolor (Hartlaub, 1857) – dzierzyk dwubarwny
- Laniarius aethiopicus (J.F. Gmelin, 1789) – dzierzyk zaroślowy
- Laniarius sublacteus (Cassin, 1851) – dzierzyk aksamitny
- Laniarius ferrugineus (J.F. Gmelin, 1788) – dzierzyk rdzawobrzuchy
- Laniarius turatii (J. Verreaux, 1858) – dzierzyk gwinejski